# Mull of Galloway
Mull of Galloway – przylądek w południowo-zachodniej Szkocji (Wielka Brytania) w jednostce administracyjnej (council area) Dumfries and Galloway, na południowym krańcu półwyspu Rhins of Galloway, wysunięty w Morze Irlandzkie. Najbardziej na południe wysunięty punkt Szkocji. 
Wybrzeże klifowe o wysokości około 80 m jest siedliskiem ptactwa morskiego, znajduje się tu rezerwat przyrody. Przy sprzyjających warunkach atmosferycznych z przylądka dostrzec można wybrzeże Irlandii, Wyspy Man oraz Anglii (Kumbria). Na przylądku znajduje się czynna latarnia morska, wzniesiona w 1830 roku według projektu Roberta Stevensona.